# Carl Seiz
Carl Seiz (* 5. November 1816 in Wiesloch; † 24. Oktober 1899 in Konstanz) war ein Gymnasialprofessor und Reichstagsabgeordneter.

## Leben
Seiz studierte an den Universitäten Heidelberg (1833–1837) und Genf (1838–1839). Von 1840 bis 1851 war er Professor der Mathematik und Physik am Lyzeum und der höheren Bürgerschule in Konstanz. 1851 schied er aus dem Staatsdienst aus. Ab 1864 war er Kreisschulrat in Konstanz.
Zwischen 1861 und 1870 war er Mitglied der 2. badischen Kammer. Von 1871 bis 1874 war er Mitglied des Deutschen Reichstags für die Nationalliberale Partei und den Wahlkreis Baden 1 (Überlingen-Pfullendorf-Konstanz).